# Telur
Telúr je kemijski element, ki ima v periodnem sistemu simbol Te in atomsko število 52. Ta svetleči srebrnkasto-bel metaloid, ki je videti kot kositer, je kemijsko soroden selenu in žveplu. Uporablja se predvsem v zlitinah in kot polprevodnik.